# Rafael Altamira i Crevea
Rafael Altamira i Crevea (Alacant, 10 de febrer de 1866 - Mèxic DF, 1 de juny de 1951) va ser un humanista, historiador americanista, pedagog, jurista, crític literari i escriptor valencià. Estretament vinculat als projectes de la Institución Libre de Enseñanza, alumne i amic de Francisco Giner de los Ríos, va ser secretari del Museo Pedagógico Nacional. Investit doctor honoris causa en vuit universitats d'Amèrica i Europa, i membre de nou institucions acadèmiques, es va exiliar a Mèxic el 1944.

## Biografia

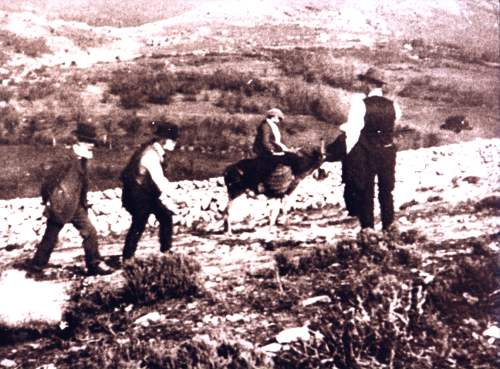
Rafael Altamira i Francisco Giner de los Ríos pujant de Cercedilla a El Ventorrillo (Serra de Guadarrama), 1914.

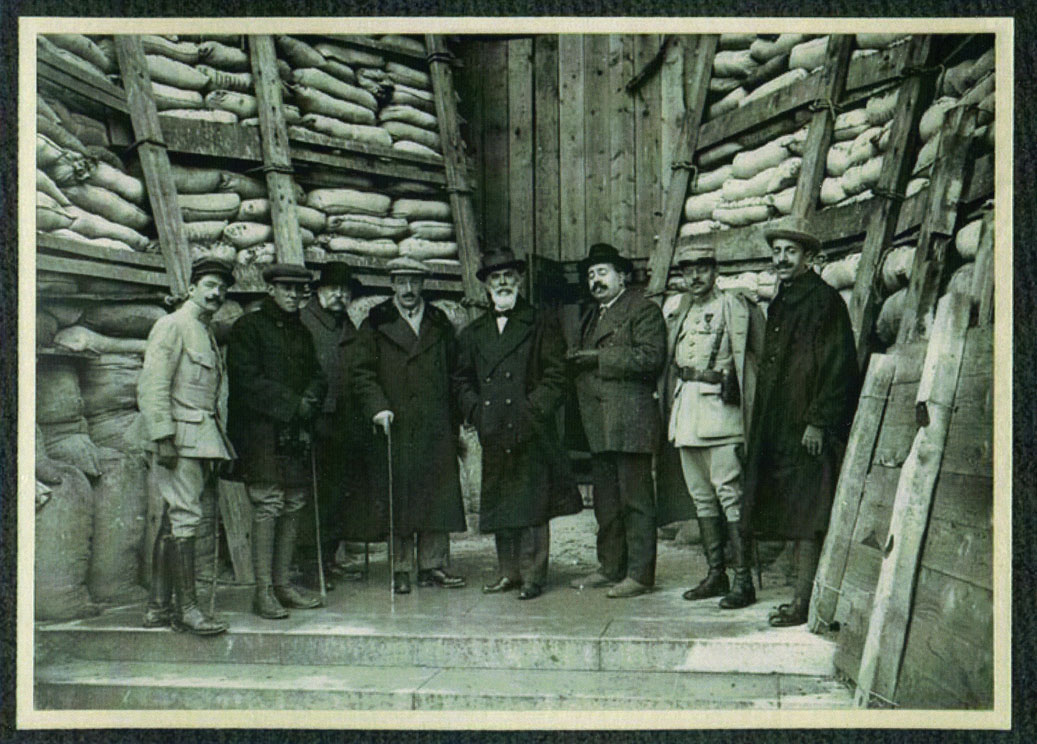
El Duc d' Alba, Rafael Altamira i Manuel Azaña. Catedral de Reims, 1916.

### Formació i carrera acadèmica
Nascut el 10 de febrer de 1866 a Alacant, ciutat en la qual cursà el batxillerat, el juliol de 1882, es traslladà a la Universitat de València on estudià Dret, i hi fou company de Vicent Blasco Ibáñez, amb qui estableix una gran amistat; pren contacte amb els seus representants culturals, com Joaquim Sorolla, Azorín o Teodor Llorente i Olivares, i el catedràtic institucionista Eduardo Soler el posa en contacte amb els krausistes Francisco Giner de los Ríos, Manuel Bartolomé Cossío i Joaquín Costa, entre d'altres. En aquesta època juvenil té les primeres aficions literàries de caràcter naturalista i escriu Cuentos de Levante i la novel·la Reposo.

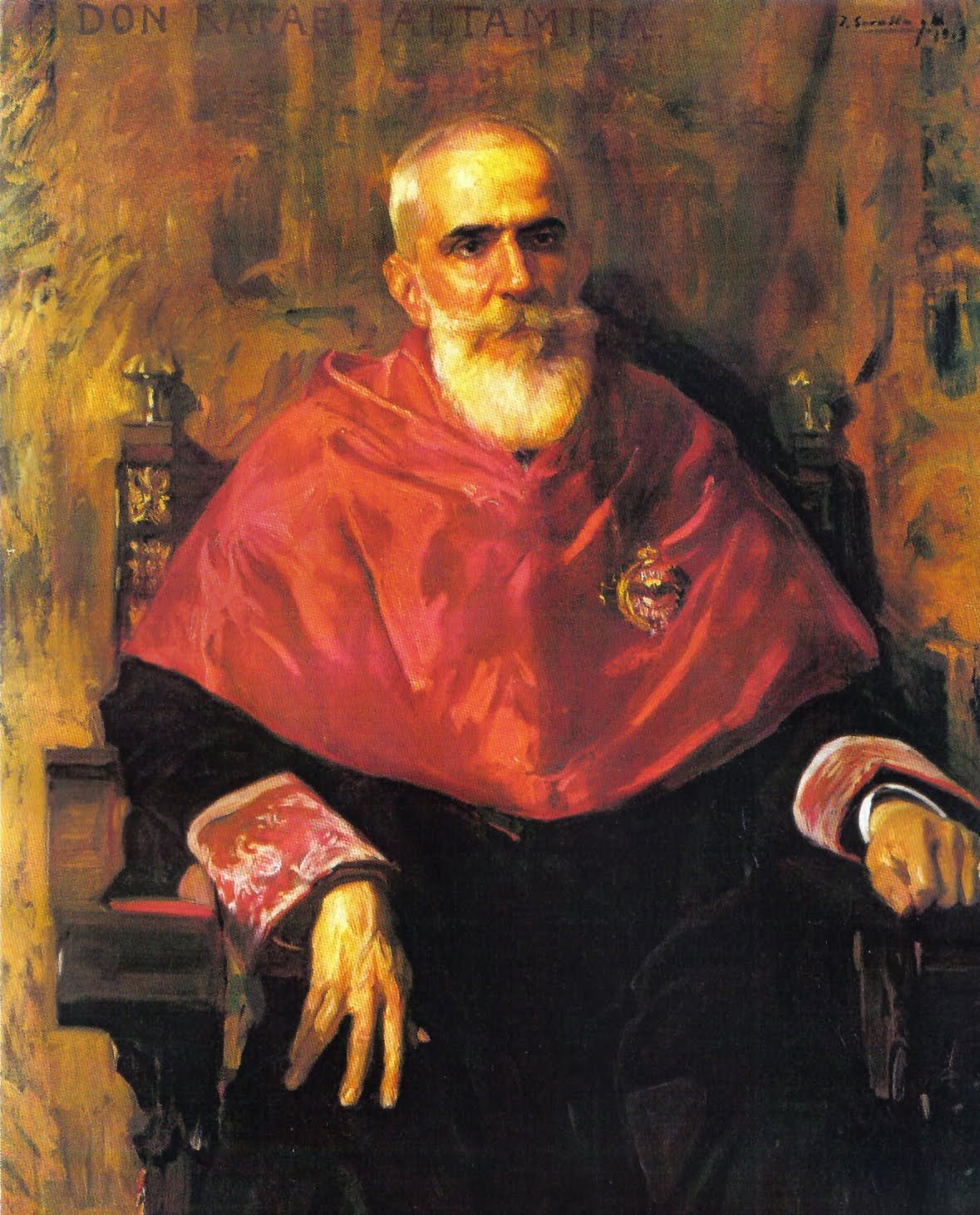
Retrat de Rafael Altamira per Joaquim Sorolla per a la Hispanic Society of America (1913), amb vestit acadèmic (musseta de doctor en Dret que porta la gran creu de l'Orde d'Alfons XII).

En 1886 viatja a Madrid per realitzar el seu doctorat, que culmina amb la seva tesi Historia de la Propiedad Comunal, dirigida per Gumersindo de Azcárate. En 1888 Nicolás Salmerón li ofereix la possibilitat de formar part de la redacció de La Justicia, periòdic del Partit Republicà Centralista que posteriorment passarà a dirigir. Signa els seus articles com «Ángel Guerra». En aquests anys, la Institución Libre de Enseñanza marcarà per sempre les seves idees, les seves preocupacions educatives i la seva actitud ètica. En Madrid treballa com a secretari en el Museu d'Instrucció Primària (més endavant Museu Pedagògic Nacional) i assumeix a més la direcció del Boletín de la Institución Libre de Enseñanza. Al temps, treballa com a advocat en el bufet de Nicolás Salmerón. En 1891, publica La enseñanza de la historia. El març de 1895, crea i codirigeix amb Luis Ruiz Contreras la Revista Crítica de Historia y Literatura Españolas. A partir de desembre d'aquest mateix any, sota el nom de Revista Crítica de Historia, Literatura Españolas, Portuguesas y Americanas, es nomena novament director Rafael Altamira, i la mantindrà fins a 1898.
En 1897, guanya la Càtedra d'Història del Dret en la Universitat d'Oviedo, integrant-se en un claustre en el qual figuraven, a més de Leopoldo Alas «Clarín», coneguts deixebles de Francisco Giner de los Ríos –Adolfo Álvarez-Buylla y González-Alegre, Adolfo González Posada, Aniceto Sela Sampil, homes obstinats a dur a terme la renovació necessària de l'ensenyament universitari i de la societat espanyola. En 1898 va crear, juntament amb altres catedràtics de la Facultat de Dret de la Universitat d'Oviedo, l'extensió universitària com a àrea definida de la universitat amb el propòsit de difondre els coneixements generats en aquesta institució a través de conferències, cursos i altres activitats a aquelles classes socials que no podien accedir a ells, seguint l'exemple de diverses universitats angleses que ja s'havia estès a altres països europeus com Alemanya i Bèlgica. Després del Desastre del 98, imbuït per l'esperit regeneracionista, contribueix a dissipar el pessimisme espanyol amb Psicología del pueblo español i especialment amb la seva obra més important, la Historia de España y de la civilización española.

### Viatge per Hispanoamèrica
Amb motiu del III Centenari de la Universitat d'Oviedo, el claustre de professors decideix fer efectiva la seva presència en la vida cultural americana a través d'un viatge de bona voluntat que restituís els llaços entre Espanya i el continent americà, trencats després de la pèrdua de les últimes colònies en 1898, i del que Rafael Altamira resulta escollit per unanimitat. Aquell viatge estava programat per a uns mesos, però es va perllongar gairebé un any. Aquí van començar a destacar els dots de Rafael Altamira per situar la diplomàcia al servei d'una obstinació pacificadora. El viatge es desenvolupa entre juny de 1909 i març de 1910. Durant aquests nou mesos visita Argentina, Uruguai, Xile, Perú, Mèxic, Estats Units i Cuba, impartint amb gran èxit unes 300 conferències en universitats i centres culturals d'aquestes repúbliques, treballant amb editors, polítics, docents i alumnes de totes les universitats visitades i formulant acords d'intercanvi per a la creació d'associacions, noves publicacions i futurs congressos. Tot el seu periple serà recollit en el llibre de documents Mi viaje a América. És nomenat doctor honoris causa, el 1909, per la Universitat de la Plata, per la Universitat de Santiago de Xile i per la Universitat de Lima; i el 1911, per la Universitat Nacional de Mèxic.

### Tornada a Espanya
Al seu retorn, Rafael Altamira va ser nomenat Inspector General d'Ensenyament i poc després director general d'Ensenyament Primari, organisme creat l'1 de gener de 1911 sense cap vinculació política. Des d'aquest càrrec, Rafael Altamira va millorar la situació econòmica i professional dels mestres, va renovar la Inspecció Tècnica, a la qual va dotar d'un Cos Femení inexistent fins a aquest moment, va propugnar l'Escola Graduada, va reformar els estudis de Magisteri i es va preocupar especialment de les instal·lacions materials de les escoles i de la seva dotació bibliogràfica. Igualment, va intentar introduir mètodes d'ensenyament nous com l'Escola-Jardí i l'Escola a l'aire lliure. El 1913, presenta la seva renúncia al càrrec a causa de pressions polítiques.
El 1914, és nomenat professor de l'Institut Diplomàtic i Consular (antecedent de l'actual Escola Diplomàtica). Aquest mateix any, obté per concurs la càtedra d'Història de les Institucions Polítiques i Civils d'Amèrica en la Universitat Central de Madrid, creada com a matèria exclusiva de doctorat en les Facultats de Dret i Filosofia i Lletres, amb especial atenció als temes americanistes. Altamira la va exercir fins a la seva jubilació el 1936 i la va dotar d'una bona biblioteca nodrida en gran part per les seves pròpies donacions bibliogràfiques. Declarat aliadòfil, en la Primera Guerra Mundial publica La guerra actual y la opinión española. El 1916 és nomenat senador per la Universitat de València en la llista del partit Liberal dirigit pel Comte de Romanones. Aquest any, viatja a París amb la Missió Espanyola d'Intel·lectuals solidaris amb França composta pel Duc d'Alba, Ramón Menéndez Pidal, Miquel Blay i Fàbregas, Odón de Buen y del Cos, Américo Castro i Manuel Azaña, entre d'altres.

### Jurista internacional
El 1919, és nomenat àrbitre en el Tribunal de Litigis Miners de París per solucionar les disputes entre França i Espanya sobre les mines del Marroc. El 1920, és escollit membre de la Comissió de Juristes encarregada pel Consell de la Societat de Nacions de redactar l'avantprojecte del Tribunal Permanent de Justícia Internacional. El 1921 n'és nomenat un dels deu jutges titulars, Comitè dels Deu, càrrec pel qual posteriorment serà reelegit durant dos altres mandats consecutius i que ocupa des de 1921 fins a 1940, any en el qual el Tribunal es veu obligat a suspendre les seves funcions.
Malgrat la seva intensa activitat internacional durant aquests anys, no abandona la seva càtedra de Madrid, imparteix les seves classes i continua les seves publicacions, especialment sobre Dret Internacional i pacifisme. El 1922 és nomenat acadèmic de la Reial Acadèmia de la Història. El 1923, és nomenat catedràtic del Col·legi de França en París. El 1924, és nomenat doctor honoris causa per la Universitat de Bordeus i el 1928 per la Universitat de París. El 1929, imparteix en la Universitat de la Sorbona diverses classes sobre Història del Pensament Espanyol.
El 1929, va començar a preparar l'edició de les seves Obres completes en les quals s'incloïen, a més de les ja citades, la seva Historia de la civilización española, el Epítome de historia de España, Cuestiones modernas de historia, De historia y arte, Cuestiones obreras, Giner educador, Ideario político, etc. La guerra i l'exili li van impedir realitzar el projecte. El 1930, és nomenat doctor honoris causa per la Universitat de Cambridge. El 1931, és escollit Degà de la Facultat de Dret de la Universitat de Madrid. Va ser proposat per al Premi Nobel de la Pau el 1933 arran dels seus esforços per evitar el bel·licisme. La proposta va ser signada per gran quantitat d'intel·lectuals espanyols i europeus. El 1935, és nomenat president de la Casa de València a Madrid. El 1937, la Universitat de Colúmbia (Nova York) el nomena doctor honoris causa.

### Exili a Mèxic
En esclatar la Guerra Civil Espanyola el 1936, Rafael Altamira marxa cap als Països Baixos, on continua amb el seu treball de Jutge Permanent del Tribunal de la Haia. No obstant això, la invasió alemanya dels Països Baixos el 1940 l'obliga a refugiar-se a la ciutat de Baiona (Iparralde). Allí romandrà fins a 1944, any en el qual ha de sortir de nou a causa de l'avanç alemany. Després d'una breu estada a Portugal, on col·labora amb la Universitat de Coïmbra i escriu "Cartas de Hombres", és convidat per la Fundació Carnegie a donar un curs a la Universitat de Colúmbia, Nova York. Un accident fortuït amb trencament del maluc durant el viatge el força a canviar de destinació i s'instal·la definitivament a Mèxic DF, on estaven exiliades les seves dues filles, Pilar i Nela. Malgrat la seva avançada edat, dicta cursos en El Col·legi de Mèxic i a la Universitat Nacional de Mèxic i participa en activitats de l'exili republicà. A Mèxic completa treballs ja iniciats anys abans, com el Diccionario castellano de palabras jurídicas y técnicas tomadas de la legislación indiana y su estado i la seva Análisis de la recopilación de las Leyes de Indias de 1680. Allí també l'Institut Panamericà de Geografia i Història li atorga el 1947 el seu primer «Premi d'Història d'Amèrica». El 1951, és proposat novament per al Premi Nobel de la Pau, honor que no va obtenir en morir l'1 de juny d'aquest mateix any en la Ciutat de Mèxic. Està enterrat en el Panteó Espanyol de Mèxic DF.
El 26 d'abril de 2022, l'Ajuntament del Campello (l'Alacantí) i els familiars d'Altamira acordaren iniciar els tràmits de repatriació de les seues despulles i les de la seua esposa, Pilar Redondo, per tal que fossin sepultades al cementeri del Campello, municipi amb el qual tingueren una estreta relació. Els seus cossos van ser traslladats del desembre de 2024.

## Llegat
Va ser un dels primers historiadors que van impulsar la historiografia a Espanya, partint de la seva relació amb la cultura i la història de les idees. Encara que va impulsar i va donar suport sempre la Institución Libre de Enseñanza i les idees de l'institucionisme, en la qual va treballar com a docent, va mantenir sempre independència de criteri respecte al krausisme, en una orientació ideològica liberal-progressista. Va promoure l'educació popular i va propugnar una pedagogia amb fort sentit moral. En 1898 va crear, juntament amb altres catedràtics de la Facultat de Dret de la Universitat d'Oviedo, l'Extensió Universitària com a àrea definida de la universitat amb el propòsit de difondre els coneixements generats en aquesta institució a través de conferències, cursos, i altres activitats a aquelles classes socials que no podien accedir-hi, seguint l'exemple de diverses universitats angleses que ja s'havia estès a altres països europeus com Alemanya i Bèlgica. No content amb això, va donar exemple impartint cursos i conferències en nombroses universitats espanyoles i estrangeres (Argentina, Perú, EUA, França i Anglaterra, entre altres).
La seva obra s'inscriu igualment dins del Regeneracionisme com a continuadora de la de Joaquín Costa i sota una gran influència de l'evolucionisme i un gran interès per la ciència experimental. Va conrear assíduament el periodisme i la crítica literària i va deixar escrits més de setanta llibres, entre ells llibres de narracions, com les seves Cuentos de amor y tristeza o la novel·la Reposo, cal destacar la seva Historia de España y de la civilización española, així com la Psicología del pueblo español i la Historia del Derecho español.

## Reconeixements
Civils
- Fill predilecte d'Alacant, març de 1910.
- Fill adoptiu de Sant Joan d'Alacant (Alacant), 20 de setembre de 1909[5]
- Fill adoptiu d'El Campello (Alacant), 26 de març de 1910.
- Fill adoptiu de Sant Vicent del Raspeig (Alacant), 7 d'abril de 1910.[6]
- Fill adoptiu d'Elx (Alacant), el 1910.
- Gran creu de l'Orde d'Alfons XII el 1910.[7]
- Gran creu de l'Orde del Mèrit Naval.[8]
- Cavaller gran creu de l'Orde de la Corona d'Itàlia, el 1904.
- Gran creu de l'Orde de Leopold de Bèlgica.
- Oficial de la Legió d'Honor de França.
- Orde del Lleó Blanc de Txecoslovàquia.
- Medalla de Plata de la Hispanic Society of America, el 1909.
- Medalla d'Or de la ciutat de Lima (Perú), el 1909.

Acadèmics
- Doctor honoris causa per:

Universitat de la Plata (Argentina, 1909)
Universitat de Santiago de Xile (Xile, 1909)
Universitat de Lima (Perú, 1909)
Universitat Nacional de Mèxic (Mèxic, 1911)
Universitat de Bordeus (França, 1924)
Universitat de París (França, 1928)
Universitat de Cambridge (Gran Bretanya, 1930)
Universitat de Colúmbia (Estats Units, 1937)
- Acadèmic corresponent de la Reial Acadèmia de Bones Lletres de Barcelona (1902).[9]
- Membre numerari de l'Acadèmia Internacional de Dret Comparat, l'Haia, 1928.
- Membre corresponent de la Reial Acadèmia de la Història espanyola en 1894, proposat per Eduardo Hinojosa i Marcelino Menéndez i Pelayo.
- Membre numerari de la Reial Acadèmia de Ciències Morals i Polítiques el 1912.
- Membre de la Reial Acadèmia de Jurisprudència i Legislació.
- Membre de la Reial Acadèmia Txeca de Ciències, Literatura i Art, el 1937.
- Senador per la Universitat de València, el 1912.
- President del Cercle de Belles arts de Madrid, el 1920.
- Acadèmic corresponent de la Reial Acadèmia de Belles Arts de Sant Carles, de València, 1922
- Acadèmic de nombre de la Reial Acadèmia de la Història, el 1922.

## Obres
La importància i vigència de la seva obra queda reflectida en les reedicions que contínuament es realitzen en l'actualitat.
Principals obres de Rafael Altamira
- 1890 --- Historia de la propiedad comunal, (Tesi dirigida per Gumersindo de Azcárate), Ed. Fácsimil, BiblioBazaar, LLC, 2008. ISBN 978-0-554-98841-2, 381 págs. Vista prèvia a google books
- --- La formación del jurista, en Las conferencias de Rafael Altamira en la Escuela Nacional de Jurisprudencia UNAM, ISBN 978-970-32-5088-2 Vista previa en google books
- 1891 --- La enseñanza de la Historia, Ediciones Akal, Madrid 1997. ISBN 84-460-0835-1, 357 págs.
- 1895 --- Cuentos de Levante y otros cuentos, THULE EDICIONES, 2003. 187 págs.
- 1902 --- Psicología del pueblo español, Ed. Biblioteca Nueva. Madrid 1997. ISBN 84-7030-478-X, 238 págs.
- 1903 --- Historia del derecho español, Kessinger Publishing, United States, 2010.
- 1900-1911 --- Historia de España y de la civilización española, Editorial Crítica, Barcelona 2.001. ISBN 978-84-8432-257-3. 750 pàgs.
- 1911 --- Mi viaje a América, Universidad de Oviedo. Servicio de Publicaciones. Oviedo, 2008. ISBN 978-84-8317-674-0.
- 1913 --- Cuestiones obreras, Prometeo. Valencia 1914.
- 1915 --- Giner de los Ríos, educador, Prometeo. Valencia 1915.
- 1921 --- Arte y realidad, Cervantes, Barcelona, 1921. 248 págs.
- 1921 --- La política de España en América, EDETA. Valencia, 1921. 230 págs.
- 1921 --- Ideario político, Prometeo. Valencia, 1921. 227 págs.
- 1923 --- Ideario pedagógico, Madrid, edit. Reus, 1923. 375 págs.
- 1924 --- La huella de España en América, Ediciones Universidad de Salamanca, Salamanca 2.007. ISBN 978-84-7481-338-8, 222 págs.
- 1925 --- Cuentos de mi tierra, Madrid, 1925. 285 págs.
- 1929 --- Últimos escritos americanistas,Fernando Fé, Madrid, 1929. 307 págs.
- 1948 --- Manual de investigación de la historia del derecho indiano, Instituto Panamericano de Geografía e Historia, México, 1948. 154 páginas.
- 1948 --- Proceso Histórico de la Historiografía Humana, Colegio de México, 2011. ISBN 9786074622980.
- 1949 --- Tierras y hombres de Asturias, Ediciones Universidad de Oviedo, Oviedo 2.005. ISBN 9788483174685, 565 págs.
- 1951 --- Diccionario castellano de palabras jurídicas y técnicas tomadas de la legislación indiana, Instituto Panamericano de Geografía e Historia, México, 1951. 349 págs.
- 2012 --- Cuestiones obreras 2ª edición. Universitat de València.185 págs. ISBN 978-84-370-9052-8
- 2014 --- Lecturas americanas. Coedición Fundación Lázaro Galdeano y Analecta Editorial.780 págs. ISBN 978-84-92489-67-1
- 2014 --- La guerra actual y la opinión pública española, 2ª edición. Analecta Editorial. 89 págs. ISBN 978-84-9017-001-4